# باشگاه فوتبال القبائل
باشگاه فوتبال القبائل (انگلیسی: JS Kabylie) یک باشگاه فوتبال در شهر تیزی وزو، الجزایر است.
این باشگاه که در سال ۱۹۴۶ تأسیس شده است سابقه ۱۴ قهرمانی در لیگ حرفه‌ای فوتبال الجزایر، ۵ قهرمانی در جام حذفی فوتبال الجزایر، ۱ قهرمانی در جام اتحادیه فوتبال الجزایر، ۱ قهرمانی در سوپر جام فوتبال الجزایر، ۲ قهرمانی در لیگ قهرمانان آفریقا، ۱ قهرمانی در جام برندگان جام آفریقا و ۳ قهرمانی در جام آفریقا را در کارنامه دارد.